# Grote kapiteinvis
De grote kapiteinvis (Polydactylus quadrifilis) is een straalvinnige vissensoort uit de familie van de draadvinnigen (Polynemidae). De wetenschappelijke naam van de soort is voor het eerst geldig gepubliceerd in 1829 door Cuvier.